# ダラーラ・GP3/16
ダラーラ・GP3/16（Dallara GP3/16）は、イタリアのレーシングカーコンストラクター、ダラーラが製作したフォーミュラカーである。2016年から2018年までGP3シリーズで使用された。

## 歴史
GP3/16は、2016年にGP3/13の後継モデルとして設計された。ダラーラは2014年半ばにGP3/16の開発、設計、製造を開始し、最初のシャシーの組み立ては2015年7月に開始され、9月に完成した。

## デザイン

### シャシー
GP3/16は、全く新しいF1スタイルの低いノーズ、オリジナルのリアウイング、両サイドポッドとエンジンカバーのエアベンチレーションなど、より革新的なデザインを採用している。「シャークフィン」と呼ばれるエンジンカバーは、より一般的なデザインに変更された。GP3/16のリアウイングは、F1とF2で使用されているドラッグリダクションシステム（DRS）の導入に伴い、2017年に向けて若干の改良が施された。

### エンジンパッケージ
GP3/16は、GP3/13に搭載されていたアドヴァンスド・エンジン・リサーチ（AER）が開発したP57に代わって、メカクロームが開発した3.4 L (207 cu in) V6自然吸気直噴低燃費エンジンを搭載していた。

### エアロダイナミクス
GP3/16には追い越し操作の補助を目的として、2017年以来初めてドラッグリダクションシステム（DRS）可変リアウィングが組み込まれた。